# 아우구스티누스
히포의 아우구스티누스(라틴어: Augustinus Hipponensis, 그리스어: Αυγουστίνος Ιππώνος) 또는 히포의 성 아우렐리우스 아우구스티누스(라틴어: Sanctus Aurelius Augustinus Hipponensis, 354년 11월 13일 ~ 430년 8월 28일)는 4세기 북아프리카인 알제리 및 이탈리아에서 활동한 기독교 보편교회 시기의 신학자이자 성직자, 주교로, 서방 기독교에서 교부로 존경받는 인물이다. 마르틴 루터와 장 칼뱅과 같은 종교 개혁가들에게도 큰 영향을 주었다.

## 신학자로서의 업적
그는 기독교 신학은 물론 서양 철학사에도 지대한 영향을 미쳐 아우구스티누스주의(Augustinism)라는 말이 생길 정도로 그 중요성이 인정되었다. 그의 신학이 그리스도교 발전에 끼친 영향은 구원에 대한 교리를 정리한 사도 성 바오로에 버금가는 것으로 평가되고 있다. 아우구스티누스는 신앙과 지식의 관계에 대해 신앙이란, ‘이해를 추구하는 신앙’(fides quaerens intellectum)이라는 입장을 취하였다. 이러한 그의 입장은 신학과 철학, 그리고 신학과 일반 학문을 함께 연구하는 중세의 스콜라 학풍에 지대한 영향을 미쳤다. 그리고 그에게 있어 중요한 신학적 공헌은 은총론이다. 펠라기우스의 선행구원론을 반대하여 하느님의 은총을 강조한 구원을 남겨주었다. 로마 가톨릭교회와 성공회에서 성인으로 공경되고 있다. 축일은 8월 28일. 상징물은 주교관과 목장, 책, 펜이며, 인쇄공과 신학자의 수호 성인이다. 일반적으로 집필에 몰두하는 주교의 모습으로 그려지는데, 15세기의 그림에는 주변에 어린아이를 데리고 있거나 조가비가 있는 경우를 자주 볼 수 있다.

## 행적

### 청년시절
아우구스티누스의 생애에 관한 기록은 아우구스티누스 자신의 저서인 고백록(Confessiones)과 제자 포시디우스가 쓴 전기를 통해 키케로 이후의 유명인물로서 유일하게 매우 자세히 알려져 있다. 그리고 그가 쓴 책에 대한 자평인 재고록(Retractiones)에서 그의 삶의 흔적을 많이 엿볼 수 있다.
그에 따르면, 아우렐리우스 아우구스티누스(Aurelius Augustinus)는 354년 오늘날의 알제리에 해당하는 로마 제국의 식민지인 북아프리카의 소도시 타가스테에서 태어났다. 아버지 파트리키우스는 이교도였었으나, 어머니 모니카는 그리스도인이었다. 어머니 모니카가 아우구스티누스를 교육했으나 어렸을 때 세례를 받지는 않았다. 아우구스티누스는 고향과 인근 도시 마다우로스 혹은 마다우라(Madaura)에서 초등교육을 받은 후, 카르타고에서 공부를 하려 했지만 어려운 집안 형편으로 잠시 학업을 중단하기도 했다. 370년 집안의 사정이 나아지자 아버지는 16살의 아우구스티누스에게 수사학을 배우게 하기 위해 카르타고로 유학을 보냈다. 카르타고에서 그는 키케로의 글 《호르텐시우스 (Hortensius)》를 읽고 철학에 심취하게 된다.
어머니 모니카는 아우구스티누스가 자신과 같은 그리스도교인이 되기를 원했지만, 당시 철학에 심취해 있던 그는 마니교의 이성적이고 체계적인 교리에 매력을 느껴 마니교도로서 10여년을 머무르기도 하는 등, 마니교를 지지하여 실질적으로 기독교 보편교회의 신앙을 거부했다. 또, 이 시기(371년) 열입곱 살에 그는 한 젊은 여성과 동거생활을 시작하여, 그가 정혼하기전까지 14년 동안 같이 살면서 '아데오다투스'(라틴어: Adeodatus 신으로부터 주어진[*])라는 아들을 낳았다. 그 아들은 389년 어린 나이에 죽을 때까지 아버지인 아우구스티누스와 지냈다. 어머니 모니카는 이러한 아들의 행동을 받아들일 수 없어 아들과 절연을 선언한다.
아우구스티누스는 곧 마니교 지도자들의 지적 수준이 그다지 높지 않다는 것을 알고 회의를 느껴 잠시 신플라톤주의자가 되었다가, 마니교도 동료의 추천으로 타가스테, 카르타고, 로마, 밀라노 등에서 수사학과 철학을 가르쳤다.

### 회심
그러다가 밀라노의 주교인 성 암브로시우스를 만났다. 암브로시우스 주교는 아우구스티누스와 같이, 수사학이나 철학에도 능한 언변의 달인이었다. 아우구스티누스는 그의 강론을 듣고 큰 감동을 받아 그를 따르기로 결심했다. 한동안 심한 내적 갈등을 겪은 끝에 아우구스티누스는 결국 386년 여름, 부활주일 날에 아들 아데오다투스와 알리피우스(훗날 다가스테의 주교)와 함께 성 암브로시우스 주교에게 세례를 받았다.
하지만 사도 바울로의 《로마인들에게 보낸 편지》를 읽게 된 사건이 회심의 계기라는 설도 있다. 그것은 그가 밀라노의 한 정원에서 “집어들고 읽으라! 집어들고 읽으라!”(Tolle lege, Tolle lege)라는 어린 아이의 노랫소리를 듣고, 로마인들에게 보낸 편지(로마서) 13장 13절~14절을 읽으며, 그리스도인이 되기로 결심했기 때문이라는 것이다.
아우구스티누스는 세례를 받은 이듬해 낙향하여 북아프리카로 돌아와 수도 생활을 시작했다. 387년 그와 일행이 고향에 도착하기 전에, 그의 어머니 모니카가 오스티아에서, 388년 고향에 돌아온 후, 아들 아데오다투스가 안타깝게 세상을 떠나지만, 고향에 돌아온 아우구스티누스는 동료들과 스스로 수도회를 설립하는 등 수도자 생활에 전념한다.

### 교회에서의 활동
391년 북아프리카의 도시 히포 레기우스에서 발레리우스 주교에 의해 사제로 서품받은 후 아우구스티누스는 과거 자기가 몸 담았던 마니교를 비판하는 등 많은 설교 활동도 했으며, 인간의 도덕적 완성을 주장하는 펠라기우스주의에 대해서도 단호히 반대하였다. 그는 인간의 공로보다 하느님의 은총을 강조하였으며, 특히 은총론, 신학적 인식론, 교회론, 영성신학 등의 분야에서 많은 영향을 미쳤다. 이러한 그의 입장은 중세 초기부터 은총론을 둘러싼 신학 논쟁에서 아우구스티누스주의자들의 모범이 되었다. 심지어 종교 개혁 시기의 개신교 선구자인 루터, 울리히 츠빙글리, 장 칼뱅 등도 그의 은총론에 영향을 많이 받았고, 근대에 들어와 얀센주의자들도 아우구스티누스의 은총론을 지지하였다.
395년 발레리우스 주교가 노쇠하자 그의 공동 주교로 선출되어 4년 동안 주교를 보좌하다가, 이듬해 그가 죽자 히포 교구의 주교가 되어 평생동안 히포 교회와 북아프리카 교회를 위해 사목하였다. 427년 반달족(게르만족의 한 민족)이 북아프리카를 쳐들어왔을때, 피난민들이 전쟁을 피해 아우구스티누스 주교가 살고 있던 히포에 쏟아져 들어왔다. 아우구스티누스는 주교였으므로 안전한 곳으로 찾아가거나, 교회에 은둔할 수도 있었지만, 기꺼이 피난민들을 위해 봉사했다. 결국 아우구스티누스 주교는 430년 8월 28일, 반달족이 히포를 점령하기 얼마 전(반달족의 히포 점령은 431년의 일) 피난민들을 돌보다가 걸린 열병으로 76세의 일기로 생을 마감했다. 그는 이 땅의 삶을 끝내는 순간까지도 전쟁으로 두려움에 빠진 난민들을 돌보며 피난처를 제공하였는데, 이는 "우리의 이웃이 하느님께 관심을 가질때, 그들을 자비롭게 대하는 행동은 우리를 불행에서 벗어나게 해 주고, 행복에 이르게 한다."는 신념에 따른 것이었다.

## 신학
그의 신학은 모든 기독교 신학자들에게 최고의 권위로 인정받는다.
- 삼위일체
- 죄 | “ | 사실상 죄는 자발성이 있는 악이며, 자발적이지 않으면, 전혀 죄가 아니다. | ” |

Bavinck, Herman, 1854-1921. (©2003- c2008). 《Reformed dogmatics》. Grand Rapids, Mich.: Baker Academic. 142쪽. ISBN 978-0-8010-2632-4. 
- 은총
- 원죄

## 저서
- CE ??? [1차]『결혼론』(De nuptiis et concupiscientia)
- CE ??? [1차]『계시론』(De Ordine)
- CE ??? [1차]『교사론』(De magistro)
- CE ??? [1차]『요한 복음에 대한 논문』(In Iohannis evangelium tractatus)
- CE ??? [1차]『음악론』(De musica)
- CE ??? [1차]『행복론』(De Vita Beata)
- CE 380년 [1차]『아름다움과 조화에 대하여』(De Pulchra et Apto)
- CE 395년 [1차]『자유의지론』(De libero arbitrio)
- CE 386년 [1차]『아카데미아 학파 반박』(Contra Academicos)
- CE 387년 [1차]『영혼불멸론』(De immortalitate animae)
- CE 398년 [1차]『고백록』(Confessiones)
- CE 5세기 [1차]『독백록』(Soliloquiorum libri duo)
- CE 5세기 [1차]『복음의 조화에 관하여』(De consensu evangeliorum)
- CE 412년 [1차]『인내론』(De patientia)
- CE 414년 [1차]『창세기의 문자적 의미』(De Genesi ad litteram)
- CE 416년 [1차]『자연과 은총에 관하여』(De natura et gratia)
- CE 416년 [1차]『삼위일체론』(De Trinitate)
- CE 420년 [1차]『라우렌티움에게 보내는 안내서』(Enchiridion ad Laurentium)
- CE 426년 [1차]『기독교 교양』(De doctrina Christiana)
- CE 426년 [1차]『하나님의 도성』(De civitate Dei)
- CE 428년 [1차]『재고록』(Retractationes)
- 신국론(The City of God)

## 참고 문헌
<생애 전반에 관한 개론서>
- 피터 브라운(Peter Brown), 어거스틴의 생애와 사상, 차종순 옮김 (서울: 대한예수교장로회총회출판국, 1992).

<청년기에 관한 책>
- 김광채, 청년 어거스틴 (서울: 에세이, 2014)

<신학 사상에 대한 전문 서적>
- 선한용, 시간과 영원: 성 어거스틴에 있어서 (서울: 성광문화사, 재판: 1987)

<철학 사상에 대한 전문 서적>
- 에티엔느 질송, 아우구스티누스 사상의 이해, 김태규 옮김 (서울: 성균관대학교 출판부,2010)

<해석학>
- 라은성, "어거스틴의 신학적 해석학", 신학적해석학 상 (서울: 이컴비즈넷, 2005)

<기타>
- 이상영, 이재승 공저, 법사상사, 한국방송통신대학교출판부, 2005.[쪽 번호 필요]